# 克烏尼亞尼山
17°33′40″S 69°35′00″W / 17.56111°S 69.58333°W
克烏尼亞尼山（Qiwñani），是秘魯的山峰，位於該國南部塔克納大區，由塔克納省的帕爾卡區負責管轄，屬於安地斯山脈的一部分，海拔高度4,200米。